# Заблоцький Мар'ян Богданович
Мар'я́н Богда́нович Забло́цький (21.09.1985, Львів, УРСР) — український політик, громадський діяч і економіст. Народний депутат IX скл. Колишній голова ГО «Українське товариство економічних свобод» (УТЕС) та «Центр ефективного законодавства», колишній керівник «Української аграрної асоціації» (УАА).

## Життєпис

### Освіта
- 1992-2001 — Львівська спеціалізована школа з поглибленим вивченням іноземних мов.[3]
- 2001—2006 — Інститут економіки та фінансів Львівської комерційної академії. Освітньо-кваліфікаційний рівень: спеціаліст.[4] Тема дипломної роботи: «Структура та діяльність фондового ринку».[5]
- 2006—2007 — Інститут економіки та фінансів Львівської комерційної академії. Освітньо-кваліфікаційний рівень: магістр. Тема дипломної роботи: «Фундаментальний аналіз фінансових ринків з використанням сучасних інформаційних технологій».[5]
- 2007—2012 — Інститут регіональних досліджень при Національній академії наук України. Кандидат економічних наук.[4] Тема кандидатської роботи — «Механізм розвитку фінансового ринку України».

### Кар'єра
- 2007—2008 — КУА «Оптіма Капітал», начальник відділу по роботі з інвестиційними фондами[6][7]
- 2008—2010 — «Erste Bank», аналітик департаменту казначейства[6]
- 2010—2012 — «Erste Bank», начальник відділу економічних досліджень[6][7]
- З 2012 року — спочатку обіймав посаду аналітика, а потім заступника голови «Українська аграрна асоціація». Працював секретарем Наглядової ради фондової біржі «ПФТС».[2]
- 2012—2019 — помічник-консультант на громадських засадах народних депутатів Верховної Ради України[6]
- 2013—2019 — Українська аграрна асоціація, заступник голови Асоціації[8][9], керівник Асоціації;
- 2015—2019 — ГО «Українське товариство економічних свобод», голова[8][10]
- 2015—2019 — ГО «Центр ефективного законодавства», голова[6][11]
- 2016—2018 — старший консультант проєкту Делегації ЄС в Україні щодо реформи агропромислового комплексу;
- 2016—2019 — голова громадської ради при Комітеті ВРУ з питань податкової та митної політики.[6][9]

### Політика
Був помічником депутата ВРУ VIII скл. Олексія Мушака (БПП) та депутата VII скл. Володимира Пилипенка (Партія регіонів).
2019 року обраний народним депутатом від партії «Слуга народу», № 82 у списку. Член Комітету з питань фінансів, податкової та митної політики, голова підкомітету з питань місцевих податків і зборів. Член постійної делегації у Парламентській асамблеї ГУАМ та співголова групи з міжпарламентських зв'язків з Чилі. Заступник керівника групи з міжпарламентських зв'язків з США.
Розробив законопроєкт про внесення змін до деяких законів щодо дерегуляції в агропромисловому комплексі, прийнятий 2015 року.
Автор закону про внесення змін до Земельного кодексу України та інших законів щодо удосконалення управління та дерегуляції у сфері земельних відносин, що став частиною земельної реформи в Україні 2021 року. Одним із основних завдань була передача державних земель поза межами населених пунктів у власність територіальних громад.
Був ініціатором встановлення пам'ятника Рональду Рейгану в Києві, брав участь в Conservative Political Action Conference, де 2018 року презентував український стенд.
2021 року брав участь у конкурсі на керівника Державної податкової служби, набрав 40 із 40 балів в тесті на знання законодавства та найвищу кількість балів в тесті на абстрактне мислення, посів четверте місце в конкурсі за результатами співбесід.
Взяв участь у розробці 155 законопроектів, 30 з яких прийнято Верховною радою України VII, VIII та IX скликання.

## Громадська діяльність
Член Всеукраїнської асоціації власників зброї.
У березні 2023 року озвучив англійською фільм «Форпост Ірпінь».
Є засновником проекту «Український арсенал свободи», що ставить на меті безкоштовно озброїти українських громадян, аби зробити країну безпечнішою. У його рамках у серпні 2023 року поліція Ірпеня отримала 101 одиницю стрілецької зброї, конфіскованої поліцією Маямі в США, разом зі 148 тис. подарованих патронів.
У жовтні 2023 року 531 одиницю зброї-конфіскату зі США було передано поліції України від Фінікса, штат Арізона: 386 пістолетів, 87 гвинтівок, 58 дробовиків.
У січні 2024 за кошти іноземних спонсорів 35 нових гвинтівок AR-15 було придбано у США та передано у приватну власність членам ДФТГ міста Ірпінь, які брали участь у деокупації міста та дотепер виконують завдання в регіоні та захищають Україну у лавах ЗСУ.

## Родина
- Батько — Заблоцький Богдан Федорович, пенсіонер, у минулому — керівник кафедри регіональних досліджень Львівської комерційної академії.[6]
- Мати — Заблоцька Любомира Михайлівна, пенсіонерка, у минулому — вчителька англійської мови в середній загальноосвітній школі.[6]